# Pete Haycock
Pete Haycock,  né Peter John Haycock le 4 mars 1951, à Stafford dans le Staffordshire en Angleterre et mort le 30 octobre 2013, est un guitariste britannique qui a contribué à seize albums avec Climax Blues Band, ELO Part II et comme artiste solo. Il a collaboré avec Hans Zimmer sur un certain nombre de musiques de film.